# Fowey
Fowey es una localidad situada en el condado de Cornualles, en Inglaterra (Reino Unido), con una población en 2016 de 2118 habitantes.
Se encuentra ubicada al oeste de la península del Suroeste, cerca de la orilla del canal de Bristol y del canal de la Mancha (océano Atlántico).

## Historia
En 1822, el empresario inglés Joseph Treffry construyó un embarcadero en esta localidad para el transporte principalmente de estaño, la mayor fuente de riqueza de esta zona de Cornualles.